# Дејан Мировић
Дејан Мировић (Бар, 16. септембар 1972) српски је правник, универзитетски професор и политичар.

## Биографија
Рођен је у Бару. Син је Миодрага Мишка Мировића и сестрић Миодрага Лекића. Средњу школу, Правни факултет и постдипломске студије је завршио у Београду. Магистрирао је из области међународног привредног права. Докторирао је на Правном факултету Универзитета у Београду 9. октобра 2012. године, дисертацијом на тему примене права ЕУ у Србији. Од 2013. године је доцент на Правном факултету у Косовској Митровици, а у јануару 2018. године је изабран за ванредног професора, док је у јулу 2022. године изабран за редовног професора.
Након закључивања Споразума о принципима за формирање националне владе између Демократске странке Србије, Српске радикалне странке и Социјалистичке партије Србије у мају 2008. године, 
Српска радикална странка га је предложила за министра у Влади Републике Србије.
У расколу између Српске радикалне странке и Српске напредне странке, определио се за Српску радикалну странку. Био је потпредседник Српске радикалне странке и званично регистровани правни саветник Војислава Шешеља пред Хашким судом. Од 2007. до 2012. године био је посланик у Народној скупштини. Смењен је са места потпредседника Српске радикалне странке, након повратка Војислава Шешеља у мају 2015. године, због залагања за предизборну коалицију са другим опозиционим патриотским странкама (Демократска странка Србије и Српски покрет Двери). Поднео је оставку на место правног саветника, након ослобађајуће пресуде Војиславу Шешељу у марту 2016. године. 2017. године је објавио књигу под називом "Русофобија код Срба 1878-2017".
У новембру 2018. године је заједно са академиком Матијом Бећковићем, историчарима Чедомиром Антићем и Александром Раковићем, а на основу Закона о странцима Црне Горе, проглашен за "државног непријатеља", да би у децембру 2018. године био враћен са граничног прелаза Добраково, када је кренуо у посету мајци и брату у Улцињу.
У августу 2020. године је заједно са академиком Костом Чавошким, проф. др Милом Ломпаром, др Марком Јакшићем и Драганом Трифковић поднео кривичну пријаву против Александра Вучића за кривично дело из члана 306 и 307 КЗ угрожавање територијалне целине или издаје и велеиздаје, односно признавање капитулације или окупације.
У фебруару 2023. године, на Сретење је био формални организатор великих демонстрација против прихватања Француско-немачког плана, којим Република Србија признаје територијални интегритет Косова. Александар Вучић, амбасаде Сједињене Америчке Државе и Европске уније, провладини медији и тужилаштво су демонстрације назвали угрожавањем уставног поретка, те су спроведена масовна хапшења у Београду и Војводини. Међу ухапшенима су били и политички активиста Дамњан Кнежевић и новинар и историчар Дејан Петар Златановић. Након тога професор Мировић је заказао нове демонстрације за 24. фебруар 2023. године, али их је МУП Републике Србије по хитном поступку забранио.
Ожењен је, отац двоје деце.

## Дела
- Запад или Русија
- Последице ЕУ интеграција
- Аргументи против Европске уније
- Косово и Метохија – Палестина, систем криза (преведено на арапски језик)
- Међународни суд правде и Србија
- Русофобија код Срба: 1878-2017, 2017.[2]
- Бриселски споразум - хронологија и последице, 2019.
- Вашингтонски споразум 2020, 2021.
- Сецесија у међународном праву, 2022.
- Државни удар: Француско - немачки план и Охридски споразум[3]